# Brachyteles hypoxanthus
El mono araña muriqui del norte o mono araña lanudo del norte (Brachyteles hypoxanthus), es un primate atélido del género Brachyteles, endémico del nordeste del Brasil. 

## Distribución
Habita en el nordeste del Brasil, en los  estados de: Bahía, Espirito Santo, y Minas Gerais.  

## Hábitat
Habitan en algunos pocos núcleos remanentes y muy fragmentados de selva tropical de Mata Atlántica, un ecosistema de excepcional diversidad biológica pero que se ha reducido en su superficie original, siendo talado para establecer cultivos, pasturas para el ganado, forestaciones comerciales, y asentamientos humanos; inclusive los pocos parches remanentes han sido severamente alterados.
Explotan tanto la selva primaria como las zonas muy perturbadas de vegetación secundaria. 
En la Fazenda Montes Claros, en Minas Gerais, el promedio de precipitación anual es de entre 1000 y 1200 mm, con una estación lluviosa que dura de noviembre a abril, y una estación seca que se extiende de mayo a septiembre.

## Características

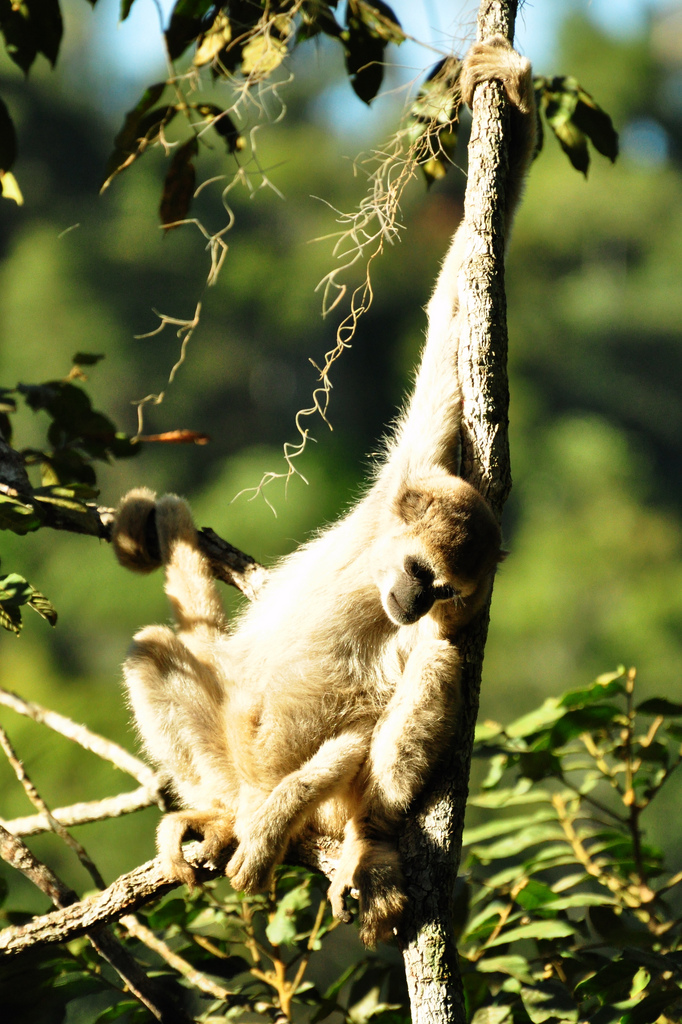
Un adulto sentado sobre una rama.

Se trata de los monos más grandes del Nuevo Mundo (platirrinos). 
Esta especie tiene el rostro de color negro moteado con manchas de color rosa, lo que la distingue de la otra especie del mismo género: Brachyteles arachnoides, que habita más al sur y tiene el rostro completamente negro. Las crías de la especie septentrional nacen con el rostro negro, el cual se va moteando a medida que aumenta su edad. Además de la diferencia en la pigmentación de la piel facial, ambas especies difieren en la morfología dental. Los dientes caninos de los machos de la especie austral son mucho más largos que los de las hembras, así como también son más largos que los canidos de los ejemplares de ambos sexos de la especie septentrional, la cual no presenta dimorfismo sexual dental.
Otra diferencia entre las dos especies se presenta en el pulgar oponible, el cual en la especie austral falta por completo, mientras que la especie septentrional posee un pulgar vestigial, si bien es rudimentario y abreviado en comparación con otras especies de primates. Ambas especies tienen cola prensil, la que resulta de gran ayuda ya que sus hábitos son por completo arborícolas, por lo que la emplea como un quinto miembro. Este tipo de cola, especializada en la locomoción suspensoria, se ve sólo en unas pocas especies de monos del Nuevo Mundo. En la parte inferior del extremo apical caudal posee un parche de piel desnuda o «almohadilla de fricción», que ayuda en el agarre, y permite captar mejor las ramas y así aumenta la estabilidad y fluidez de movimientos durante sus traslados o mientras se alimenta, o para colgar únicamente por su cola para llegar a los alimentos con ambas manos libres.
Los machos y las hembras son de tamaño similar, los ejemplares adultos poseen pesos promedio de 9,6 kg en los machos y 8,4 kg en las hembras. La longitud corporal de los ejemplares adultos, medida desde lo alto de la cabeza hasta la base de la cola, es de 490 mm en los machos y 486 mm en las hembras.

## Costumbres
Las investigaciones sobre el comportamiento de esta especie se concentran en la RPPN Feliciano Miguel Abdala (anteriormente denominada Estação Biológica de Caratinga) en Fazenda Montes Claros, una hacienda de propiedad privada, así como también en la Hacienda Esmeralda en Minas Gerais, y en la Reserva Biológica Augusto Ruschi en Espírito Santo. La hembra pare una sola cría, luego de una gestación de 216 días.

### Dieta
Al igual que otros grandes primates neotropicales, son folívoros y frugívoros. Sus adaptaciones físicas aptas para largos y rápidos traslados les permitan explotar de manera eficiente los árboles frutales dispersos en grandes áreas. Tienen adaptaciones dentales para masticar y romper las enormes cantidades de hojas fibrosas, y sus tractos digestivos se han especializado en maximizar las ganancias nutricionales de un alimento tan pobre. 
Si bien la mayor parte de su dieta se compone de hojas y frutos, también comen flores, corteza, y yemas. En la Fazenda Montes Claros, la dieta varía de acuerdo a la disponibilidad de recursos a lo largo del año, pero en promedio el 51 % del tiempo lo emplean en alimentarse de hojas, el 32 % de frutas, el 11 % de flores, y el 6 % en cortezas.

### Actividad
Es una especie poco activa en comparación con otras especies de primates; pasan un promedio del 49 % de su día descansando, el 29 % trasladándose, el 19 % alimentándose, y el 2 % socializando. En Montes Claros, los patrones de actividad diaria varían según la temporada. Empiezan a trasladarse cuando sale el sol, pasan las mañanas en viaje y alimentándose, tomando un descanso de entre 2 y 3 horas al mediodía, cuando las temperaturas están en el pico más elevado del día. Luego, en las horas de la tarde las dedican en especial a alimentarse, antes de retirarse al atardecer al sitio donde dormirán por la noche.
En Montes Claros, un grupo estudiado explotaba un territorio de 168 ha, el cual se solapaba con otro grupo. cada día el grupo se trasladaba entre 141 y 3403 m, con una media de 1283 m, presentándose los traslados diarios más largos durante la estación lluviosa, de noviembre a abril.

### Depredadores
Sus depredadores naturales son felinos, como el yaguareté (Panthera onca) y el puma (Puma concolor anthonyi), y las grandes águilas selváticas como el águila harpía (Harpia harpyja) o el águila monera (Morphnus guianensis), pero como estas especies requieren grandes superficies para mantener poblaciones viables, ya se han extinguido o son muy raros en los pequeños parches donde viven los remanentes de este primate.
Otros depredadores potenciales más pequeños incluyen al hurón mayor (Eira barbara), que han sido circunstancialmente vinculadas a la desaparición de crías de este mono en Montes Claros.

## Taxonomía
Esta especie fue descrita por Heinrich Kuhl en el año 1820, con localidad típica en: «Bahía». Se la consideraba una subespecie de Brachyteles arachnoides hasta que Rylands la ascendió al rango de especie en el año 1995. Geográficamente, los dos taxones están absolutamente aislados entre sí, por lo que es imposible algún entrecruzamiento en el medio silvestre. Ambas especies están separadas no solo por tierras antropizadas y falta de continuidad selvática, sino también por barreras zoogeográficas como el río Grande, el río Paraíba do Sul, y la Serra da Mantiqueira.

## Conservación
Brachyteles hypoxanthus es uno de los primates más críticamente amenazadas del mundo. Se encuentra en el apéndice I de la CITES, y categorizada como especie en peligro crítico de extinción en la Lista Roja de la UICN. Está amenazado a raíz de la destrucción y fragmentación de su hábitat, la caza, y el aislamiento genético de sus poblaciones. La población silvestre se estimó en 855 ejemplares en el año 2005. Lo que agrava su situación es que habita en una serie de poblaciones aisladas, la más poblada de ellas contiene sólo a 230 ejemplares. Ningún núcleo actual sobreviviente se considera como viable a largo plazo de no cambiar este panorama.

## La especie como pieza relevante para comprender la evolución humana
Se ha argumentado que el muriqui del norte es importante para la comprensión de la evolución humana, ya que es uno de los pocos primates que tiene relaciones tolerantes y no jerárquicas entre ambos sexos y dentro de cada sexo, una característica compartida con las culturas humanas de cazadores-recolectores, pero que contrasta con las relaciones estudiadas a la mayoría de los otros primates. Las agresiones en grupo también son poco comunes. El éxito de los machos en generar vínculos con su prole se relaciona a la inversión materna que ellos obtienen de sus madres y sus parientes hembras. Esto proporciona apoyo a la «hipótesis de la abuela».
Los esfuerzos de cría en cautividad han tenido un éxito limitado porque no se ha extraído del medio silvestre planteles para iniciar una población cautiva, sino que sólo se ha intentado agrupando animales enfermos o huérfanos, recuperados del tráfico de fauna.